# Бровун Марк Матвійович
Марк Матві́йович Брову́н (* 24 липня 1946, Донецьк — 9 жовтня 2012, Донецьк) — народний артист України, заслужений працівник культури України, лауреат Національної премії України ім. Тараса Шевченка, художній керівник Донецького національного академічного українського музично-драматичного театру.

## Життєпис
Народився 24 липня 1946 року у Донецьку. Закінчив економічний факультет Донецького державного університету та режисерський факультет Луганського інституту культури і мистецтв.
Був керівником-тренером збірних команд Донецької області та УРСР з воєнізованого багатоборства, під його керівництвом збірна УРСР неодноразово ставала призером, а в 1974 році — чемпіоном СРСР.
У Донецькому національному академічному українському музично-драматичному театрі працює з 1976 року. У 1987 році був призначений директором, у 1994 році — генеральним директором-художнім керівником. З 2009 року — художній керівник театру.
Автор концепції та ведучий щомісячної телепередачі про театральне мистецтво «Біля каміна», яка понад 10 років виходила на Донецькому обласному телебаченні. Ініціатор проведення регіонального театрального фестивалю «Театральний Донбас» та відкритого фестивалю вистав і концертних програм для дітей та юнацтва «Золотий ключик».
Помер у ніч із 8 на 9 жовтня 2012 року в результаті тяжкої хвороби.

## Відзнаки та нагороди
- звання «Заслужений працівник культури України (1993).
- лауреат премії Національної спілки театральних діячів України ім. Миколи Садовського (1997).
- лауреат Національної премії України ім. Тараса Шевченка в галузі театрального мистецтва[5] (2003).
- Народний артист України»[6] (2012).
- Повний кавалер ордену «За заслуги» (III ст. — 2001[7], II ст. — 2007[8], I ст. — 2009[9]) та повний кавалер відзнаки «Шахтарська слава».
- Нагороджений Почесною грамотою Кабінету Міністрів України, Верховної Ради України, неодноразово нагороджувався почесними грамотами Міністерства культури і туризму України, Донецької обласної ради, Донецької обласної державної адміністрації, медалями та відзнаками.

## Громадська діяльність
У 1990—1994 роках був депутатом Ворошиловської районної в м. Донецьку ради. 10 років був заступником голови Донецького міжобласного відділення Національної спілки театральних діячів України.
Депутат Донецької обласної ради IV, V та VI скликань. Голова постійної комісії з питань культури, духовності та підтримки засобів інформації Донецької обласної ради IV та V скликань.